# アルバニア民主党
アルバニア民主党（アルバニアみんしゅとう、アルバニア語：Partia Demokratike e Shqipërisë）は、アルバニアの保守政党。アルバニア社会党とともに同国の二大政党制を成す。

## 沿革
東欧革命の波がアルバニアにも押し寄せるなか、1990年に結成。当時はまだアルバニア労働党（共産党）は一党独裁制を堅持する姿勢を崩しておらず、地下組織としての結党だった。
翌年、複数政党制が認められると、晴れて合法政党として認可されることとなった。この過程で、党内でサリ・ベリシャが絶大な権力を持つようになった。1991年の初の自由選挙では労働党を引き継いだ社会党に拒まれ政権を獲得できなかったが、首都チラナなどで善戦した。
翌1992年の議会選挙では勝利し、ベリシャが大統領となった。ベリシャの民主党政権は急速な市場経済化を進めたが、その一環として国民の大半に無限連鎖講（ねずみ講）を薦める政策があり、これが1997年に破綻。国内が騒乱に陥るなか（1997年アルバニア暴動）、事態収拾に失敗したベリシャは辞任。社会党に政権を引き渡すこととなった。その直後の議会選挙では有権者の信を失い大敗。
2001年の議会選挙でも社会党に及ばなかった。
しかし2005年の議会選挙では少数政党と連携して勝利し、ベリシャが今度は首相となった。
2009年の議会選挙は社会党とのあいだで激戦となったが、小差で社会党をかわし、ベリシャ政権を継続させた。
しかし、2013年の総選挙では社会党に政権交代を許して野党に転落。
2017年の総選挙ではさらに議席を減らして43議席の獲得に留まり、社会党に単独過半数の獲得を許した。また、2019年5月より選挙操作への疑惑から政府への抗議の一環として民主党議員18人が「次の公正な選挙」が行われるまで議席を返上する事を宣言し、議員辞職している。
2021年の総選挙では59議席を獲得したが、政権獲得は依然ならなかった。
アルバニア民主党は現在、中道民主インターナショナルの正式メンバーであり、また欧州人民党のオブザーバーでもある。